# Séisme de 1956 sur Amorgós
Le séisme de 1956 sur Amorgós est un tremblement de terre qui s'est produit le 9 juillet 1956 en mer Égée, à proximité d'Amorgós, une île des Cyclades. Il fait 53 morts et produit des tsunamis qui atteignent trente mètres de hauteur.

## Contexte
La partie orientale de la mer Méditerranée entre la Grèce continentale et l'Anatolie dont la mer Égée et ses îles est une zone sismiquement très active avec la présence de nombreuses failles qui délimitent des plaques tectoniques, notamment la plaque africaine en subduction sous la plaque de la mer Égée, donnant ainsi naissance à l'arc égéen. À ce contexte tectonique se rajoute une activité volcanique avec l'arc volcanique sud-égéen (en) composé de huit volcans disposés en arc de cercle entre l'Attique et la Carie avec d'ouest en est Égine, Méthana, Milos, Santorin — le plus actif —, Kolumbo, Nissiros, Kos et Gyalí,.

## Caractéristiques
La secousse principale se produit le 9 juillet 1956 à 3 h 11 min 45 s. L'épicentre est situé en mer, entre l'île d'Amorgós au nord, d'Ánydros au sud-ouest et celles d'Ofidoussa, Pondikoússa et Astypalée au sud-est. L'hypocentre est situé à une profondeur de vingt kilomètres et son mécanisme correspond au jeu d'une faille normale orientée sud-ouest-nord-est qui s'est propagé sur 110 kilomètres de longueur et jusqu'à 26 kilomètres de profondeur, soit jusqu'à la limite du manteau. Par sa magnitude de 7,7 et son intensité de VII, il est le séisme de Grèce le plus puissant du XXe siècle.
Une réplique de magnitude 7,2 survient sur Santorin treize minutes après la première secousse.

## Conséquences
Le séisme est largement ressenti en mer Égée et ses îles et des dégâts sur les bâtiments sont observés sur les îles voisines, dont Santorin qui enregistre la destruction de 529 bâtiments,. Des tsunamis atteignant trente mètres de hauteur déferlent sur les littoraux des îles ; les différents temps d'arrivée des vagues suggèrent qu'ils ne sont pas provoqués par le séisme lui-même mais par des glissements de terrain sous-marins.
Le nombre de victimes liées aux effondrements de bâtiments et aux tsunamis s'élève à 53 morts et au moins 100 blessés,.